# Imprimante à impact

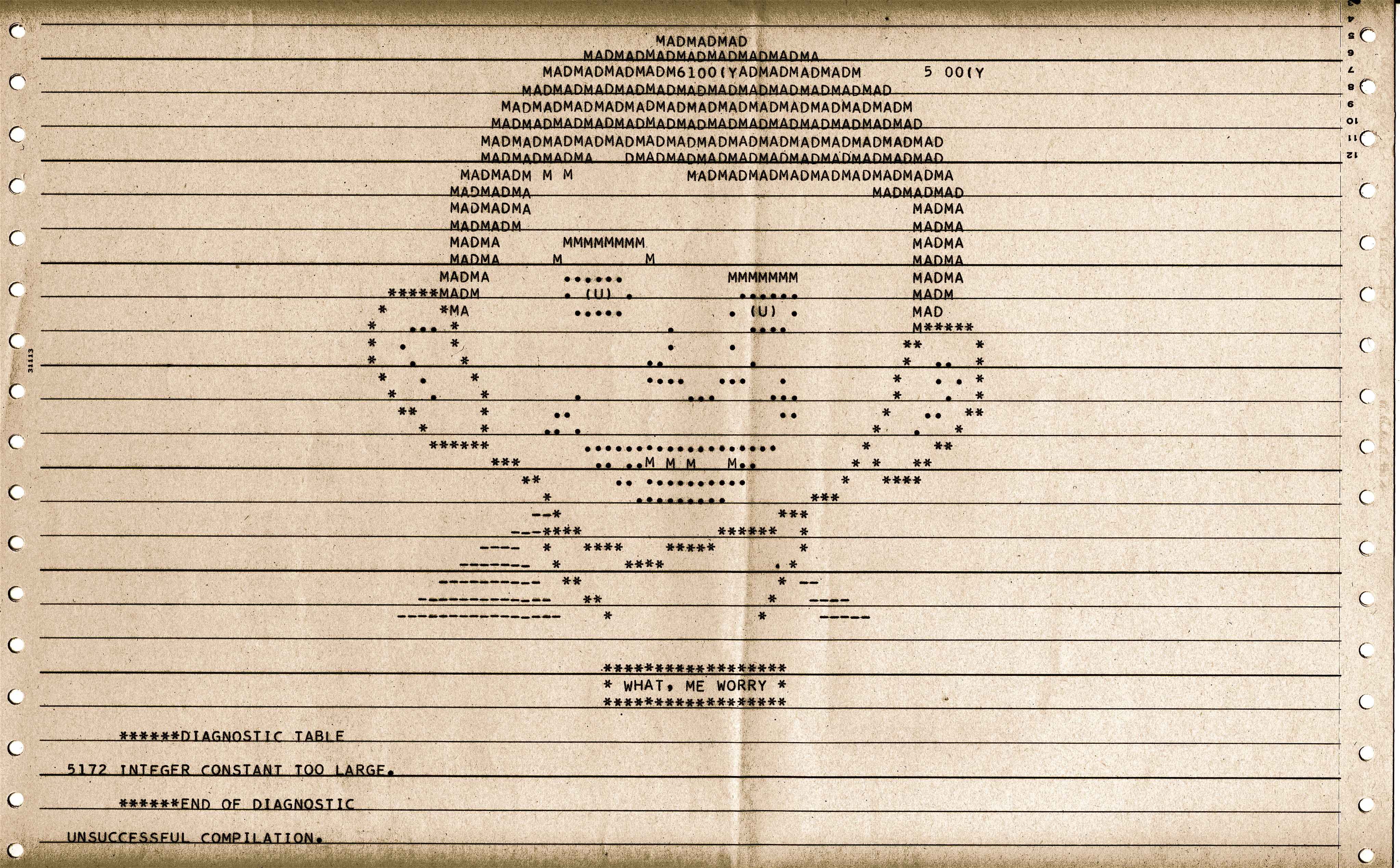
Image d'Alfred E. Neuman avec la phrase "What Me Worry" imprimée par une imprimante à impact.

Une imprimante à impact est une imprimante qui utilise principalement des procédés mécaniques pour imprimer sur papier. Elle peut être de trois types : matricielle (ou aiguille), en guirlande et en ligne. C'est l'une des technologies d'impression les plus anciennes.

## Types d'imprimantes à impact

### Imprimante matricielle

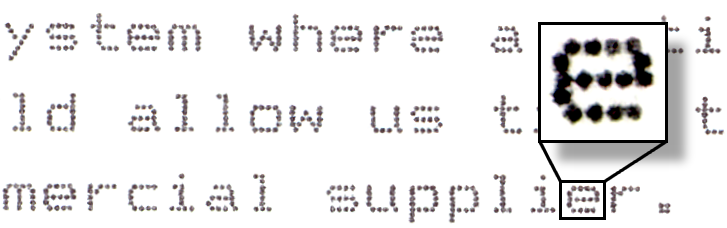
Image agrandie d'un texte imprimé sur une imprimante matricielle.

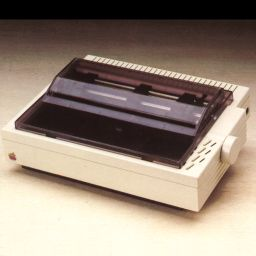
Exemple d'imprimante matricielle : Apple Scribe.

Une imprimante matricielle ou une imprimante à aiguilles est un type d'imprimante à impact, dont la tête est composée d'une ou plusieurs lignes verticales d'aiguilles qui, lorsqu'elles entrent en collision avec un ruban imprégné d'encre (semblable au papier carbone), impriment un point par aiguille. Ainsi, le déplacement horizontal de la tête d'impression combiné à l'activation d'une ou plusieurs aiguilles produit des caractères configurés comme une matrice de points. Contrairement à l’imprimante en guirlande, le nombre de caractères imprimés n’est pas limité.
La définition (qualité) de l'impression dépend essentiellement du nombre d'aiguilles dans la tête d'impression, de la proximité entre ces aiguilles et de la précision de l'avance du moteur d'entraînement de la tête d'impression. Les imprimantes les plus fréquemment rencontrées disposent de 9, 18 ou 24 aiguilles.
Bien qu'ils soient déjà considérés comme anciens, ils trouvent encore une utilisation dans des applications, telles que l'impression de documents fiscaux, grâce à la possibilité d'imprimer avec du papier carbone ;
- Grands volumes d'impression. 100%
- Utilisé pour l'impression de documents nécessitant une "deuxième copie", en raison de la possibilité d'être utilisé avec du papier carbone

- Certains modèles prennent en charge le papier continu.

### Imprimante Daisy
Les imprimantes Daisy sont un type d'imprimante à impact, dont les textes imprimés sont de haute qualité (pour l'époque). Ils ont été largement utilisés dans les années 1980.
Ce type de mécanisme était largement utilisé dans les machines à écrire traditionnelles, dans lesquelles un disque à plusieurs caractères (la marguerite, Daisy) tournait jusqu'à ce que le caractère souhaité soit positionné devant un petit marteau. Le marteau, lorsqu'il frappait le caractère devant lui, lui faisait toucher le ruban imprégné d'encre puis le papier. Le nombre de caractères imprimés a été réduit au nombre de caractères sur la chaîne.